# Nachal Jatir
Nachal Jatir (hebrejsky נחל יתיר) je vádí v jižním Izraeli, na pomezí Judských hor (respektive Hebronských hor) a severní části Negevské pouště.
Začíná v nadmořské výšce okolo 500 metrů na jižním úbočí pohoří Harej Jatir, které pokrývá rozsáhlý uměle vysazený les Jatir. Směřuje pak k jihu polopouštní kopcovitou krajinou a blíží se k lokální silnici číslo 316, kde míjí rozptýlené beduínské osídlení. Od severu sem zprava ústí vádí Nachal Eštemoa, pak od východu zleva vádí Nachal Bikra. Od východu míjí beduínské město Chura a podchází těleso dálnice číslo 31. Od severu sem zprava ústí vádí Nachal Chur a od východu zleva Nachal Ješua a Nachal Soa. Vstupuje potom do mírně zvlněné krajiny s četnými beduínskými osadami. Od východu přijímá vádí Nachal Molada. Ústí pak zprava severně od židovské vesnice Nevatim do vádí Nachal Be'erševa.